# Postura zurda

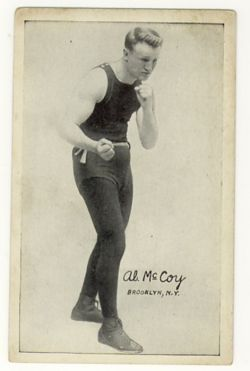
Al McCoy, campeón mundial en la década de 1910, mostrando una postura de zurdo con la mano derecha y el pie derecho al frente.

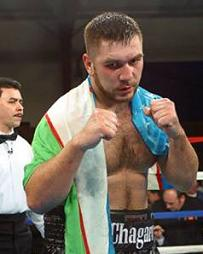
Ruslan Chagaev en posición de zurdo.

En el boxeo y algunos otros deportes, una postura de zurdo es donde el boxeador tiene la mano derecha y el pie derecho hacia adelante, liderando con jabs de derecha y siguiendo con un gancho de derecha cruzado izquierdo. Es la postura normal de un boxeador zurdo. La designación de boxeo correspondiente para un boxeador diestro es la postura ortodoxa, que generalmente es una imagen especular de la postura del zurdo. En inglés americano, "southpaw" generalmente se refiere a una persona que es zurda.

## Estrategia
A los boxeadores zurdos generalmente se les enseña a pelear en una posición de zurdo, pero los boxeadores diestros también pueden pelear en la posición de zurdo por muchas razones, como engañar al oponente para que tenga una falsa sensación de seguridad. Se cree que pelear en una posición de zurdo le da al peleador una ventaja estratégica debido a las dificultades tácticas y cognitivas de lidiar con un peleador que se mueve en un espejo, al revés de la norma. A los luchadores zurdos a menudo se les enseña a pelear en una postura ortodoxa a pesar de que su lado dominante es el izquierdo, ya sea por la necesidad primordial de contrarrestar mejor a un luchador que usa una postura ortodoxa, o por el número limitado (real o percibido) de entrenadores. que se especializan en entrenar la postura del zurdo. Además, la postura del zurdo puede dejar a los peleadores más vulnerables a los golpes en el hígado.
Un diestro habilidoso, como Roy Jones Jr. o Terence Crawford, puede cambiar a la posición de zurdo (zurdo) para aprovechar el hecho de que la mayoría de los boxeadores carecen de experiencia contra zurdos. Además, un diestro en postura zurda con un potente centro de izquierda obtiene una combinación explosivamente diferente. El zurdo convertido puede usar un jab de derecha seguido de un cruce de izquierda, con la intención de hacer que los oponentes se deslicen hacia el exterior de su lado izquierdo. Luego, el diestro convertido puede simplemente girar el cuerpo hacia la izquierda y mirar al oponente, colocando al oponente en posición ortodoxa, y seguir con un derechazo cruzado inesperado. Si el luchador zurdo domina la mano derecha con un fuerte cruce de izquierda, esto pone al oponente en peligro de nocaut con cada golpe en la combinación, ya que los jabs con la mano poderosa pueden aturdir o noquear (KO) en las clases de peso más pesado.
Si bien es raro, lo contrario también es cierto para los zurdos; los peleadores zurdos dominantes como Oscar De La Hoya y Miguel Cotto, quienes pelean desde una postura ortodoxa, renuncian a la llamada "ventaja del zurdo" estratégicamente, pero están dotados de manos adelantadas más pesadas. En consecuencia, en MMA, si uno se para en una posición de zurdo (lado fuerte hacia adelante), debe entrenar la patada cruzada y la patada baja izquierda para que sean rápidas, duras y peligrosas.
Si bien es raro, los luchadores de MMA y kickboxers de dominancia cruzada también podrían beneficiarse de pelear desde una posición de zurdo.

## Usos anteriores del término zurdo
El "American Heritage Dictionary of the English Language" cita la sabiduría convencional de que el término "zurdo" se originó "a partir de la práctica en el béisbol de colocar el diamante con el bateador mirando hacia el este para evitar el sol de la tarde". Aunque muchos afirman que el término se originó debido a la orientación de los campos de juego de béisbol para mantener el sol fuera de los ojos de los jugadores y la alineación resultante del brazo de lanzamiento de un lanzador zurdo que hace que el lanzador tenga su mano izquierda en el lado sur de su cuerpo, el término se había utilizado décadas antes para indicar "no habitual".

## Peleadores zurdos notables
Boxeo
- Terence Crawford
- Oleksandr Usyk
- Vasyl Lomachenko
- Shakur Stevenson
- Gervonta Davis
- Regis Prograis
- Josh Taylor
- Errol Spence Jr.
- Robeisy Ramirez
- Gary Antuanne Russell
- Zhilei Zhang
- Erislandy Lara
- Gary Russell Jr
- Joseph Diaz
- Zab Judah
- Marlon Tapales
- Otto Wallin
- Adonis Stevenson
- Edwin Valero
- Naseem Hamed
- Héctor Camacho
- Joe Calzaghe
- Manny Pacquiao
- Pernell Whitaker
- Marvin "Marvelous" Hagler
- Sergio Martínez
- William 'Bendigo' Thompson
- Vicente Saldívar
- Karl Mildenberger
- Tiger Flowers
- Young Corbett III
- Gabriel Elorde
- Iván Calderón
- Freddie Miller
- Sultan Ibragimov
- Lucian Bute
- Khaosai Galaxia
- Ruslan Chagaev

Muay Thai / Kickboxing/K-1
- Mirko Filipovic
- Saenchai
- Giorgio Petrosyan
- Raymond Daniels
- Petchpanomrung Kiatmookao

MMA
- Dustin Poirier
- Colby Covington
- Dan Severn
- Conor McGregor
- Stephen Thompson
- Luke Rockhold
- Anthony Pettis
- Darren Caja
- Nick Diaz
- Nate Diaz
- Anderson Silva
- Holly Holm
- Robbie Lawler
- Mate Mitrione
- Vitor Belfort
- Benson Henderson
- Sam Alvey
- Marcus Brimage
- Valentina Shevchenko
- Marvin Vettori

Jeet Kune Do
- Bruce Lee